# Ceropegia intracolor
Ceropegia intracolor är en oleanderväxtart som beskrevs av Leonard Eric Newton. Ceropegia intracolor ingår i släktet Ceropegia och familjen oleanderväxter. Inga underarter finns listade i Catalogue of Life.